# Deucalione (figlio di Prometeo)
Deucalione (in greco antico: Δευκαλίων?, Deukalíōn) è un personaggio della mitologia greca ed è legato al mito di Deucalione e Pirra.

## Genealogia
Figlio di Prometeo e di Pronoe (a volte citata come Esione Pronoea) o di Climene, sposò la cugina Pirra che lo rese padre di Protogenia, Elleno, Anfizione, Pandora e Tia.

## Mitologia
Nel racconto di Apollodoro, Zeus aveva deciso di distruggere la razza umana con un grande diluvio perché la vedeva ormai corrotta e abbrutita. Deucalione lo seppe dal padre Prometeo, che gli consigliò di costruire un'arca sulla quale porre in salvo se stesso e sua moglie. Deucalione fabbricò l'arca sulla quale salirono e Zeus sommerse l'Ellade con il diluvio per eliminare la "stirpe di bronzo". Dopo nove giorni e nove notti di tempesta, Deucalione e Pirra sbarcarono sul monte Parnaso.  Allora Zeus mandò loro Ermes perché esaudisse un loro desiderio. Deucalione chiese di far nascere sulla Terra una nuova generazione. Zeus ordinò agli sposi di camminare raccogliendo le pietre che avrebbero trovato sul loro cammino e di gettarsele alle spalle; da quelle pietre si liberarono, mano a mano, uomini e donne nuovi. 
Figli di Deucalione e Pirra furono Protogenia la "prima generata", Elleno (per alcuni figlio di Zeus), Anfizione che fu re dell'Attica. 
Elleno, poi, con la ninfa Orseide concepì Doro, Xuto ed Eolo. Dato il proprio nome agli Elleni, egli divise il paese fra i suoi figli: il Peloponneso a Xuto, la terra antistante il Peloponneso a Doro e la Tessaglia a Eolo.

### Altre versioni
Per Pindaro dopo il diluvio Deucalione e Pirra si insediarono ad Opunte in Sicilia. Qui diedero vita alla stirpe dei Lai gettandosi pietre alle spalle.
Secondo Igino invece, Deucalione e Pirra si salvarono perché si erano rifugiati sull'Etna, «Che in Sicilia dicono altissimo»
Pausania poi riferisce che ad Atene Deucalione avrebbe fatto costruire il tempio di Zeus Olimpio, e che accanto a questo si trovava la sua tomba.
Secondo il Marmor Parium il diluvio avvenne nel 1539 a.C.
Ovidio, nelle Metamorfosi, riprende il mito e ne fa un racconto poetico in cui scandisce le età dell'uomo ed il suo stato, la collera degli dei e la rinascita dell'umanità.
"Giove scagliò innumerevoli folgori ma infine, temendo che il fuoco potesse arrivare alla reggia celeste, volle mandare il diluvio. 
Rinchiuse il vento Aquilone che allontana le nubi e scatenò Noto, che le porta. Iride raccolse le acque alimentando le nuvole e Nettuno, fratello di Giove, ordinò ai fiumi di straripare e scosse la terra con il suo tridente. 
Il mondo fu inondato, le campagne, le case, le città sommerse. Chi non annegò salvandosi sulle imbarcazioni più tardi morì di fame. 
Sulla vetta del Parnaso, che ancora emergeva, ripararono Deucalione e Pirra, gli unici sopravvissuti, giusti e religiosi. 
Allora Giove liberò Aquilone perché allontanasse le nuvole e Nettuno mandò Tritone a richiamare le acque. 
Salvi ma disperati, Deucalione e Pirra si rivolsero alla dea Temi che aveva un oracolo sul monte. Fu loro ordinato di gettare sassi dietro le spalle e, miracolosamente, i sassi gettati da Deucalione divennero uomini, donne quelli scagliati da Pirra. 
A poco a poco la terra rigenerò la vegetazione e la fauna.
Nel "De dea Syria" di Luciano, si racconta che Deucalione avrebbe costruito, nella "Città sacra", in Siria, un tempio in onore della dea Giunone, nei pressi di una voragine formatasi a seguito del diluvio.

## Galleria d'immagini

Deucalione e Pirra
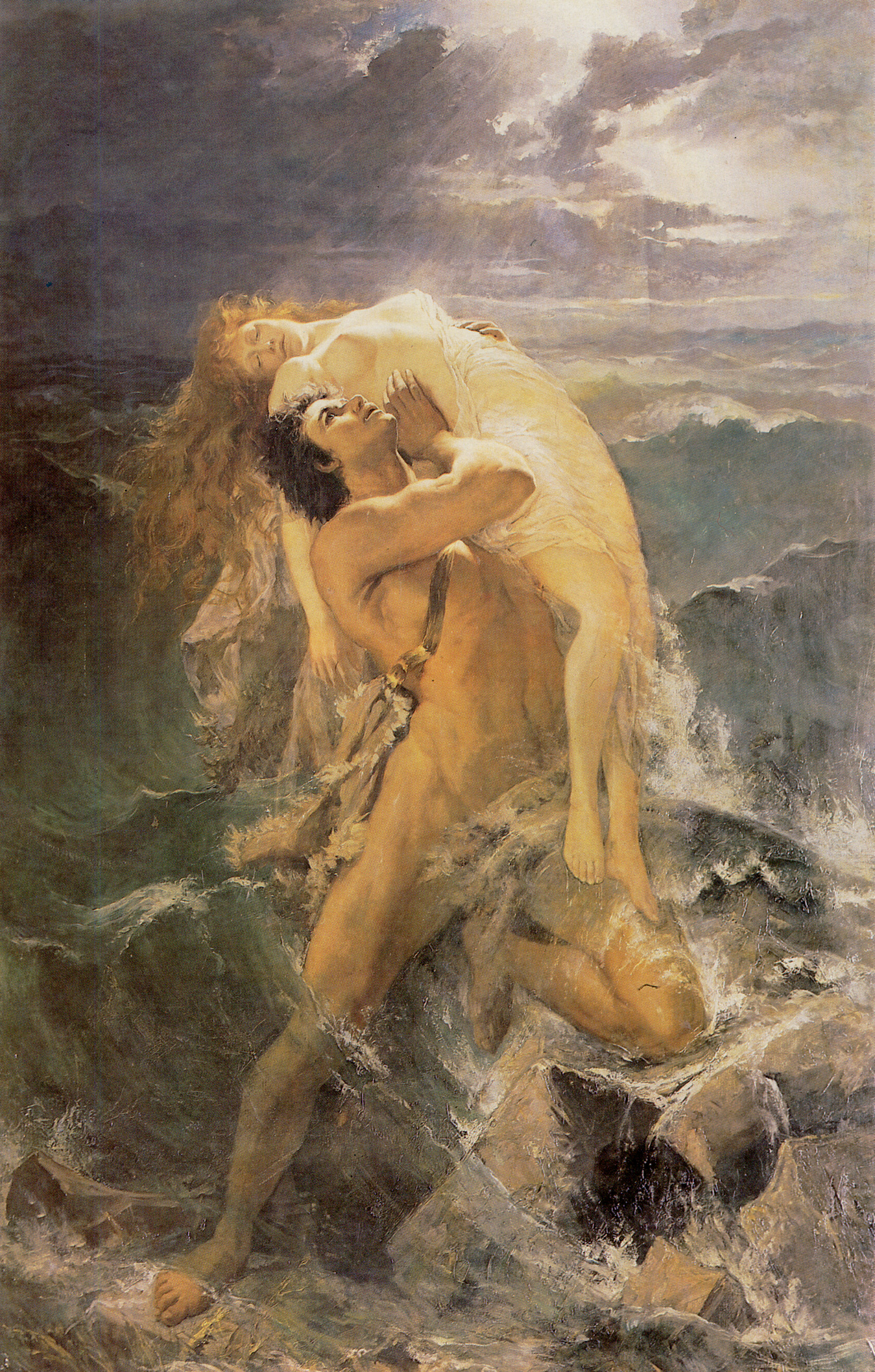
Paul Merwart (1855-1902) Deucalione protegge Pirra durante il diluvio.
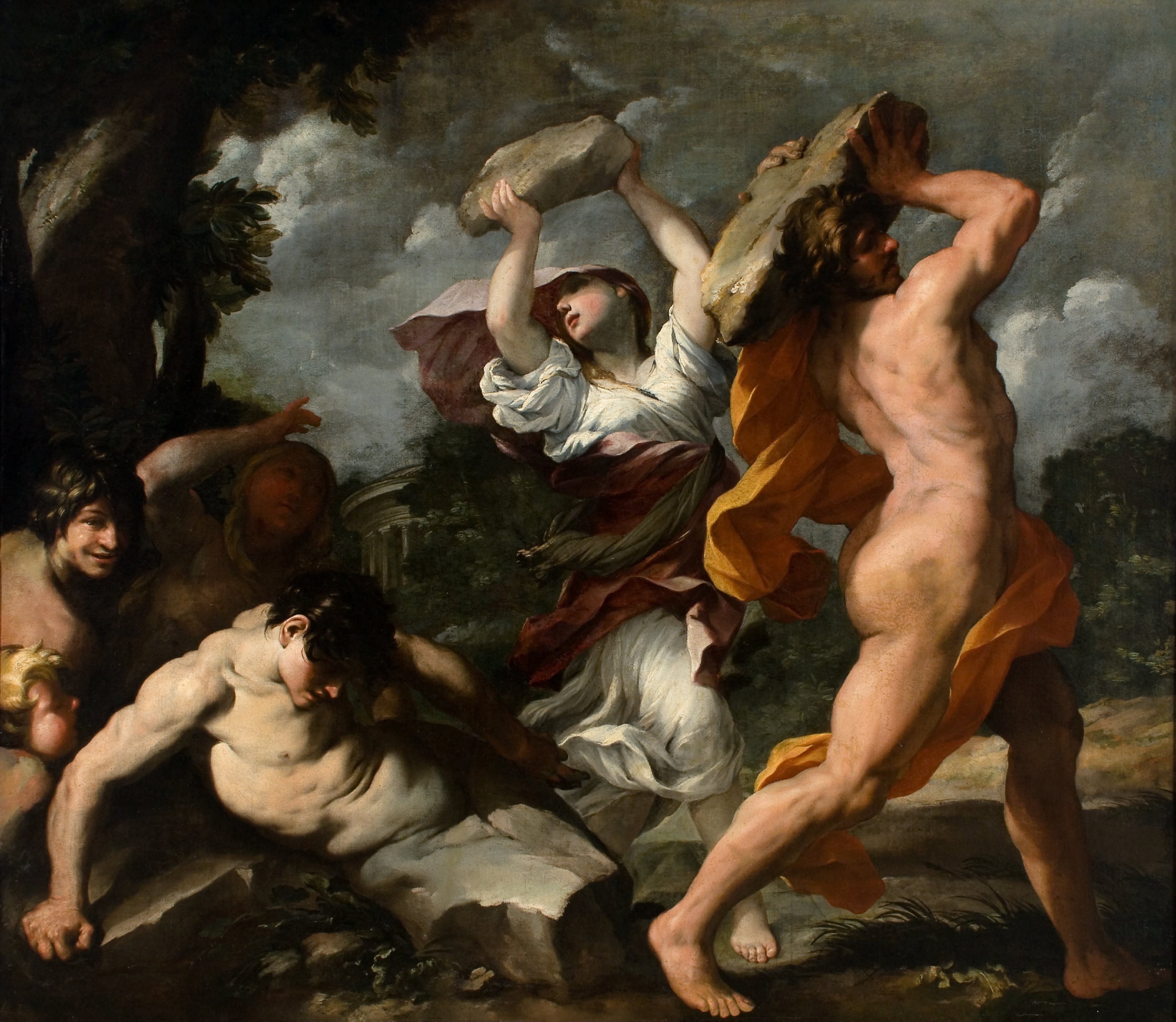
Giovanni Maria Bottalla, Deucalione e Pirra ripopolano la Terra, olio su tela,1635.
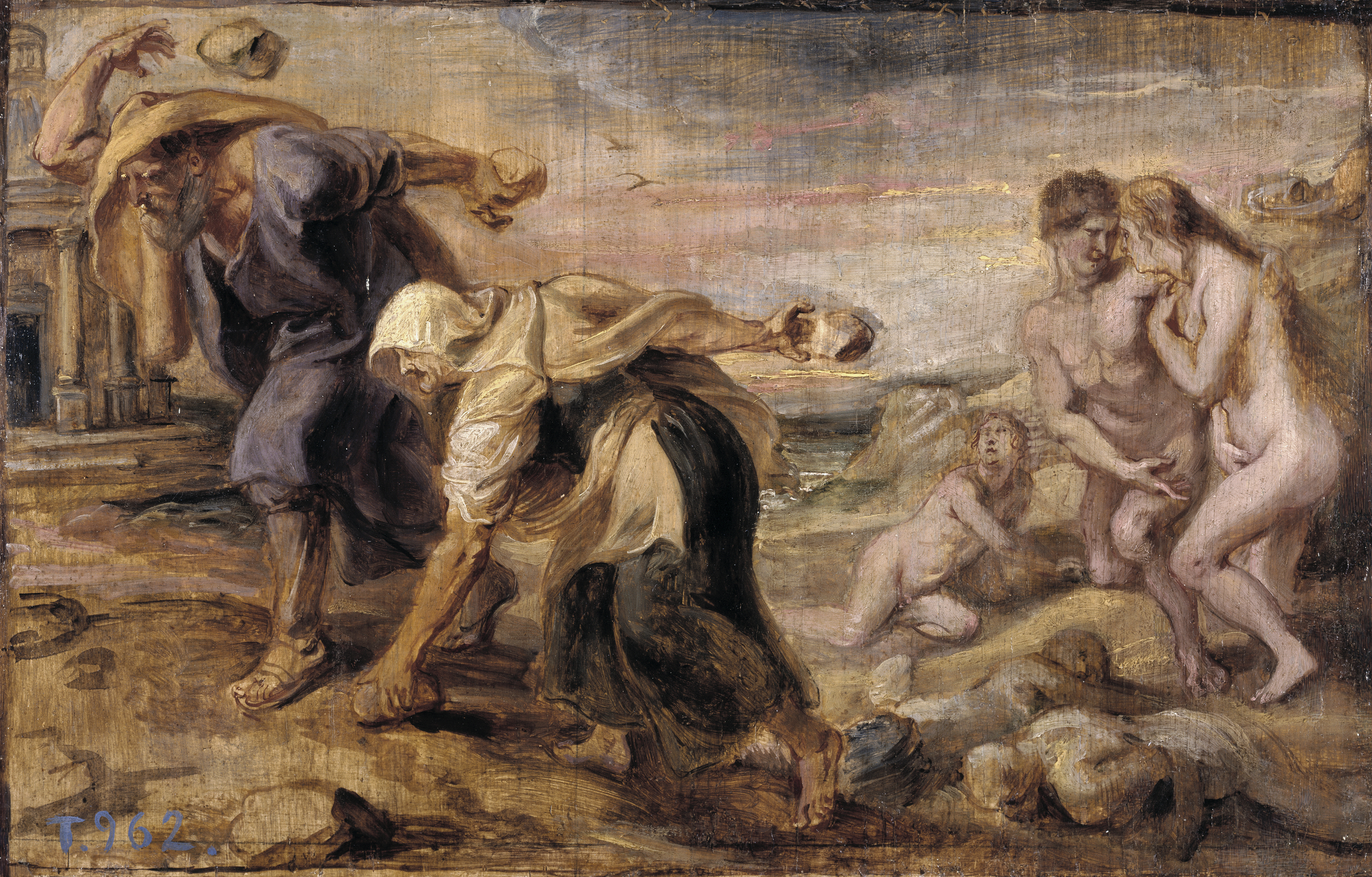
Peter Paul Rubens, Deucalione e Pirra ripopolano la Terra, olio su tavola,1636.